# Иванов, Степан Фаддеевич
Степа́н Фадде́евич Ива́нов (1749—1813) — русский гравёр, мастер исторического и портретного эстампа, академик Императорской Академии художеств (с 1782).

## Биография
Поступил в Императорскую Академию художеств в апреле 1763 года вместе со своим младшим братом Григорием. Ученик Чемесова. По получении малой серебряной медали за рисунок с натуры (29 декабря 1767) и малой золотой за исполнение программы «Устранение пробудившимся князем Владимиром удара ножом, занесенного над ним Рогнедою во время сна», был выпущен с аттестатом на звание художника (1770).
Был отправлен пенсионером Академии художеств в Париж (1770—1773), а затем в Гаагу (1774).
По возвращении в Россию, Получил звание «назначенного в академики» (1774) и академика (1782) — за гравюру «Пустынник» (1782). Исполнял гравюры резцом по меди — портреты Платона, митрополита московского (1787) и графа А. И. Мусина-Пушкина (1782), четыре плана, три фасада, один разрез академического здания (1794). Руководил гравировальным классом Академии художеств (1775—1785). Исполнял одновременно обязанности библиотекаря Академии художеств и за работу в этой должности получил орден св. Владимира 4-й степени.